# H솔루션
에이치솔루션(H Solution)는 한화그룹 계열의 홈네트워크 솔루션 전문기업이다.
1992년 발족해 한화그룹 종합운영 서비스 사업을 수행, 2001년 4월 (주)한화로부터 분사하였다.
이후 사업 확대를 추진하여 IT컨설팅, IT아웃소싱, SI(System Integration), NI(Network Integration), 산업 자동화 및 IBS, 사이버교육, 홈네트워크 솔루션, U-city 등 차별화된 서비스를 제공하고 있다.

## 비전
2013. 02 중장기 비전 'SMART & CREATIVE' 선포
- MISSION: 한화S&C는 ‘사람과 기술이 공존하는 따뜻한 IT세상’을 만듭니다.
- VISION: 스마트한 기술과 서비스로 내일의 에너지를 만드는 Global ICT Creator
- VISION SLOGAN: SMART & CREATIVE

## 제품 목록
ERP, CRM/DW, KMS, EDMS, IPS, 네트워크 서비스, 컨설팅, IBS (Intelligent Building System), IA(Industrial Automation)

## 연혁
- 1991년 10월 그룹사 전산통합 기본 계획 수립
- 1992년 8월 (주)한화 정보사업팀 발족
- 1995년 7월 그룹웨어 Officemate 계열사 보급 활용
- 1997년 7월 (주)한화/정보 부문으로 독립
- 1998년 2월 Oracle ERP 사업 개시, 국제인터넷 팩스망 설치(미국)
- 1998년 12월 한화정보기술연구소 설립
- 2000년 6월 유통, 증권 등 그룹사 전산자원 추가 통합
- 2000년 6월 00787 국제전화 서비스 개시
- 2001년 4월 (주)한화/정보부문에서 한화S&C(주)로 분사
- 2001년 12월 ISO 9001(품질경영) 인증 획득
- 2002년 3월 BS 7799(정보보호) 인증 획득
- 2003년 1월 (주)한화 Welearning교육사업 인수
- 2004년 12월 디지털경영지식대상 종합 SI부문 정통부 장관상 수상
- 2004년 12월 070 인터넷전화 품질인증 획득(한국정보 통신시기술협회, TTA)
- 2005년 4월 CMMI 레벨2 인증 획득
- 2005년 10월 그룹 차세대 통신망 구축 완료, 개통
- 2005년 12월 ISO 20000(BS 15000) 인증 획득
- 2006년 7월 CMMI 레벨3 인증 획득
- 2006년 8월 NHN(주) 벤처타워 신축사옥 IBS 사업 우선협상자 선정
- 2006년 11월 온라인교육 'Welearning' 2006년 인터넷 통신훈련(위탁) 기관 평가 1위로 최우수 기관 선정
- 2006년 12월 그룹웨어 'Eagle-office' 신버전 오픈, 서비스 개시
- 2007년 3월 온라인 교육사업 2년 연속 노동부 평가 최우수 기관 선정
- 2007년 5월 2012년 중장기 비전 'Customer Focus Value' 선포
- 2008년 4월 U-Health 시범 사업 우수 업체 표창수여(충청남도)
- 2009년 3월 진화근 대표이사 취임
- 2009년 9월 세계도시 CIO 포럼 참가
- 2009년 12월 제6회 대한민국 신성장 경영대상 국무총리상 수상
- 2009년 12월 2009년 정품 소프트웨어 사용 우수기업 문화체육관광부 장관상 수상
- 2010년 1월 서울대학교병원과 의료전문교육사업을 위한 MOU 체결
- 2010년 2월 공정거래위원회 소비자상담센터 시스템 구축
- 2010년 3월 모바일 그룹웨어 '모바일 이글오피스'서비스 개시
- 2010년 3월 고양시 공공자전거 서비스 'FIFTEEN' 개통
- 2010년 4월 액센츄어와 전략적 제휴 체결
- 2010년 5월 화우테크놀러지와 LED조명사업 MOU 체결
- 2010년 7월 기업신용평가 A등급 획득
- 2011년 4월 한화그룹 통합데이터센터 개소
- 2011년 7월 CMMI 레벨 5 인증 획득
- 2011년 9월 서울특별시 복지상 복지후원자부문 우수상 수상
- 2011년 11월 소프트웨어 대중소 동반성장대회 상생지원부문 최우수상 수상
- 2011년 11월 필리핀 이사벨라주 보건의료 및 전자정부사업 MOU 체결
- 2011년 12월 부산 진구 서면 특화 가로구간 미디어폴 구축 완료
- 2011년 12월 고려대학교 정보보호대학원 SCADA시스템 보안솔루션 연구협약 MOU 체결
- 2011년 12월 인천광역시 미추홀콜센터 정보시스템 구축 완료
- 2012년 2월 국방부 사이버지식정보방 구축사업 수주
- 2012년 4월 한화그룹 사내 모바일 SNS 이글독 서비스 오픈
- 2012년 5월 중장기전략 S&C 3.0 선언
- 2012년 9월 외환은행 신 사업 추진 협이회 MOU
- 2012년 9월 정보통신산업진흥원 프로보노 IT 멘토링 MOU 체결
- 2012년 12월 인터넷 통신훈련기관평가 (Welearning) 7년 연속 A등급 획득 (2006~2012)
- 2013년 2월 중장기 비전 'Smart&Creative' 선포
- 2014년 7월 김용욱 대표이사 취임
- 2017년 10월 H솔루션으로 사명변경, 한화S&C 창립
- 2021년 10월 한화에너지와 합병